# Schachnovelle

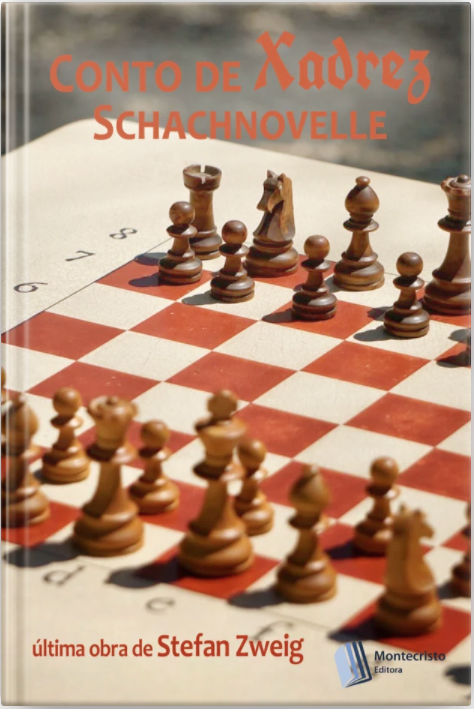
Capa da tradução de 2021

Schachnovelle no original em alemão (literalmente, Novela de Xadrez) é um conto do escritor austríaco Stefan Zweig escrito entre 1938 e 1941 em seu exílio brasileiro e publicado pela primeira vez em 1944, após a morte do autor. Esta obra foi o último trabalho de Zweig. Existem duas traduções em português: Uma de Pedro Süssekind, junto com dois outros textos do autor, no volume Amok e Xadrez e Fragmentos do Diário, pela Nova Fronteira, em 1993. Outra de Alexandre Pires Vieira publicada em 2021 pela Montecristo Editora  

## Enredo
Conquanto um homem rude e ignorante, Mirko Czentovic tornou-se campeão mundial de xadrez. Durante uma viagem de navio, alguns aficionados de xadrez o enfrentam em alguns jogos amistosos que, é claro, o campeão vence facilmente.
Durante uma das partidas surge o enigmático Dr. B. e, graças aos seus conselhos, os passageiros conseguem um inesperado empate. Depois daquela façanha, eles o persuadem a enfrentar Czentovic sozinho. Embora há décadas não veja um tabuleiro de xadrez pela frente, o Dr. B sensacionalmente derrota o campeão mundial. 
Numa espécie de narrativa em abismo em forma de um longo flashback, o Dr. B revela ao narrador (o livro está escrito em primeira pessoa) como logrou enfrentar um campeão de xadrez. Na verdade, o Dr. B., vítima do nazismo, foi torturado com um método especial: por um longo tempo permaneceu em isolamento completo e total. À beira da loucura, a única coisa que lhe deu força para resistir foi um manual de xadrez encontrado por acaso. O "jogo nobre", com suas infinitas possibilidades, manteve viva a sua atenção, o que lhe permitiu jogar centenas de jogos em sua cabeça e preservar sua sanidade mental.
Czentovic exige uma revanche para restaurar sua honra. Mas desta vez, tendo percebido que o Dr. B jogou muito rápido e quase não parou para pensar, procura irritar o adversário, levando muito tempo antes de fazer um lance, exercendo assim pressão psicológica sobre o Dr. B, que fica cada vez mais impaciente à medida que o jogo avança e acaba tendo uma espécie de "surto", culminando em um lance incorreto, depois do qual o Dr. B desperta de seu frenesi e abandona a partida. A novela se encerra com Czentoviz admitindo: "Para um diletante, esse senhor realmente tinha um talento extraordinário."

## Excerto
"Em princípio, sempre entendi que um jogo tão único, tão engenhoso tinha que criar matadores específicos, mas como é difícil, como é impossível imaginar a vida de uma pessoa intelectualmente ativa, para quem o mundo amplo está reduzido à estreita rua de mão única entre Pretas e Brancas, que busca os triunfos de sua vida em um mero andar para frente e para trás, para trás e para frente de trinta e duas peças, um ser humano, para quem, em uma nova abertura, avançar o cavalo em vez do peão já é uma grande ação e seu pobre cantinho num livro de xadrez significa imortalidade — um homem, um homem intelectual, que durante dez, vinte, trinta, quarenta anos transforma todo o vigor de seu pensamento seguidas vezes na ridícula tarefa de empurrar para o canto um rei de madeira sobre um tabuleiro de madeira e ainda o faz sem enlouquecer!"— Zweig, in: Conto de Xadrez: Schachnovelle